# Яровий Тимофій Іванович
Тимофій Іванович Яровий (1857-1932) — селянин, депутат Державної думи II скликання від Харківської губернії.

## Життєпис

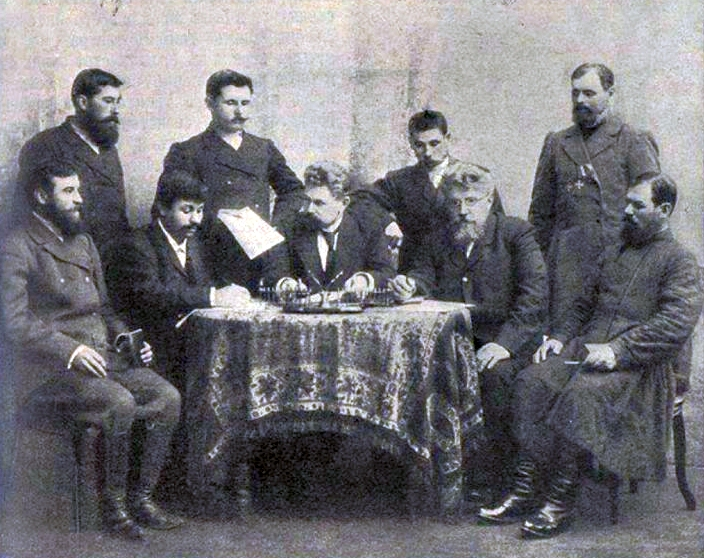
Члени Державної Думи II скликання від Харківської губернії. Сидять: Олексій Лопатін, Павло Рибальченко, Микола Познанський, Митрофан Попов, Тимофій Яровий; стоять: Іван Литвинов, Федір Васютін, Ілля Пелипенко, Моїсей Дерев'янко

За національністю українець («малорос»). Селянин села Тучне Тучнянської волості Лебединського повіту Харківської губернії. Випускник сільської школи. Брав участь у російсько-турецькій війні 1877—1878 років. Голова Тучнянського волосного суду. Займався землеробством на наділі площею 21/4 десятини. Річний заробіток становив 20 рублів.
7 лютого 1907 року обраний до Державної Думи II скликання від загального складу виборщиків Харківських губернських виборчих зборів. Увійшов до складу Трудової групи і фракції Селянського союзу.
У липні 1906 року проти Ярового було висунуто звинувачення у крадіжці гаманця з десятьма карбованцями та посадового знаку у селянина Михайла Молчанова. Поліцейське дізнання з цього приводу відбулося лише 24 березня 1907 року. Оскільки Яровий був захищений як депутат Думи за Положенням про вибори до Державної думи та ст. 20-21 Установи Думи, прем'єр-міністр Петро Столипін звернувся до голови Державної Думи Федора Головіна з тим, що розгляд даного випадку направлено «на Ваше, Милостивий Государю, розпорядження, прошу Вас про подальше не залишити мене повідомленням».
Після розпуску 2-ї Державної Думи повернувся на батьківщину. У документах Департаменту поліції повідомляється, що Яровий був агітатором Селянського союзу.
За даними сім'ї помер у 1932 році у засланні в Наримському краї.

### Рекомендовані джерела
- Колесниченко Д. А. Состав Трудовой группы в I и II Государственных думах: Сводная таблица членов фракции. М, 1988. С. 118—119.

### Архіви
- Російський державний історичний архів. Фонд 1278. Опис 1 (2-й скликання). Справа 518; Справа 541. Аркуш 20 оборот.